# Consejo de la Comunicación
El Consejo de la Comunicación (CC) es una organización creada en 1959 por un grupo de empresarios dedicada a la generación de campañas publicitarias. Cuyo propósito es difundir el pensamiento empresarial a través de la promoción de causas nacionales y de participación social influyendo positivamente en valores y conductas de la sociedad mexicana.
A partir del 2001, evoluciona a Consejo de la Comunicación, A.C., y hoy en día cuenta con más de 120 campañas sociales en donde se suman diferentes actores de la industria de la comunicación y se maximiza la rentabilidad social de los recursos invertidos por sus distintos beneficiarios.

## Historia y desarrollo
El Consejo Nacional de la Publicidad, hoy Consejo de la Comunicación (CC), a lo largo de los años y particularmente a partir de la década de los cuarenta del siglo XX, ha buscado canales directos de interlocución entre empresarios mexicanos con el gobierno para participar en la toma de decisiones.
Para tal fin, se crearon sin mucho éxito en aquellos años un sinnúmero de organizaciones para canalizar las demandas de los empresarios.
A partir de la alternancia en el poder presidencial en el 2002 con Vicente Fox como presidente de México; el Consejo de la Comunicación se reestructuró para lanzar una serie de campañas con la finalidad de incidir en el comportamiento de los mexicanos.
En esa época, México vivía el triunfo del candidato del PAN en las elecciones y en ese ánimo, se hablaba de cambios y transformaciones dentro de la sociedad mexicana. 
Esta alternancia, produjo consecutivamente un cambio cualitativo de mayor relevancia en el sector, ya que en concreto, se obligó a los empresarios a mantener posiciones públicas y abiertas a la discusión con fuerzas políticas y actores sociales. 
Algo que difícilmente ocurría en el anterior período gubernamental.
Después de la reestructuración del consejo (2001- 2007), el CC con el propósito de mostrar el papel relevante adquirido por los empresarios en la democracia del país y, tomando en cuenta la relación privilegiada que tuvieron con el gobierno de Vicente Fox en esa época; se dedicó de lleno a promover campañas y mensajes publicitarios para contribuir a la consolidación positiva de hábitos y formas de pensar de la sociedad mexicana.
Con más de 120 campañas publicitarias, el Consejo de la Comunicación ha ido posicionándose con el gobierno mexicano y las organizaciones de la sociedad civil a través del diálogo "para participar conjuntamente en la solución de problemas e influir en la forma de pensar y el comportamiento del mexicano".
Con ello, y según su perspectiva, busca verse reflejado con ideas productivas, participativas, solidarias y justas que, dentro de unos años, se plasmen de manera patente en ideas, valores, costumbres y modales que resulten benévolos y se vuelvan característicos de la sociedad.
Este tipo de organizaciones, según investigadores en el ámbito, juega un papel trascendental, ya que por una parte se habla de "representantes de un sector del empresariado, defensoras de los derechos y gestoras de sus necesidades; así como de organismos de consulta generadores de opinión; y por otra, se establece como grupos de presión y como importantes agencias de negociación en la elaboración de políticas públicas"(Luna, 1984: 15).
Actualmente, el Consejo de la Comunicación, es una organización empresarial en particular que, a diferencia de otras, "no busca ubicarse únicamente como defensora de los derechos políticos de los empresarios frente al Estado, sino crear y mantener un canal directo con la sociedad mediante la producción de campañas publicitarias para —se dice— generar conciencia incidiendo en la conducta".
El Consejo está integrado por dueños y anunciantes de los medios de comunicación. Mismo que en años recientes ha demostrado la amplia influencia que estos sectores tienen en las sociedades contemporáneas.
De ahí la importancia de esta organización y la necesidad de la especialización en materia empresarial en cuanto a medios masivos de comunicación. Tomando en cuenta que los medios hoy en día, se han convertido en la principal herramienta de difusión cultural, informativa e ideológica más poderosa en la actualidad.
El CC se asume como una autoridad moral y un ejemplo de honestidad, pues en su códig de ética se presume que su trayectoria le ha permitido comprobar que actúa con honestidad, y que este valor es la clave del éxito entre  individuo y sociedad. Este código supone que todas las empresas y organizaciones que lo conforman actúan de la misma manera, difundiendo ese pensamiento.
Luego de 46 años de participación continua, el Consejo se ha convertido en una de las organizaciones que ha logrado dar voz al sector empresarial mexicano.

### Objetivos del Consejo
Según sus compromisos, está "brindar a la Sociedad, Campañas de Comunicación de alto impacto en beneficio social, apoyados en un espíritu de mejora continua".
Representatividad: ser la voz de las empresas, a través de los medios de comunicación.
Integración: unificar los diferentes actores del sector de la comunicación.
Relevancia: ser factor decisivo de cambios en la sociedad.
Impacto: maximización de la rentabilidad social de los recursos que se invierten.

### Misión
Convertirse en la voz de las empresas para el servicio de las grandes compromisos nacionales".

### Visión
Llegar a convertirse en promotor relevante y permanente de ideas, valores, actitudes y costumbres que construyan una mejor sociedad.

### Valores
• Bienestar y Salud
• Honestidad
• Respeto
• Justicia
• Solidaridad
• Lealtad
• Generosidad
• Responsabilidad
• Libertad
• Paz

### Papel y responsabilidad de los empresarios
"Responder a que las actuales circunstancias nacionales imponen nuevos retos a los empresarios y a las empresas quienes como líderes de México, debemos ser los primeros en estar conscientes de las carencias y problemas que nos atañen, es por ello que solo cumpliendo con nuestra responsabilidad social seremos, el ejemplo y la guía de todos los mexicanos para emprender el cambio que merece nuestro país".  Adrián Vargas Guajardo (CC, 2001: 2).

## Campañas del Consejo de la Comunicación
•"Por los buenos mexicanos" (2001): campaña publicitaria por la honestidad con más de 5'150'000 de espacios para su difusión.
•"Unión por México"(2003-2007): campaña por la honestidad.
•"Unidos por la honestidad" (2003-2007).
• "Pepe y Toño" (2005- 2007): campaña representativa e integral de valores.
•"Comunicación en familia" (2005-2007): campaña por el día de la familia.
•"Poder de la familia" (2005-2007): campaña por el día de la familia.
•"Noche de la familia" (2005-2007).
•"Seguridad y empleo"(2006): campaña para promover el voto.

## Debates generales sobre el pensamiento empresarial mexicano en los medios de comunicación
El crecimiento e influencia del Consejo de la Comunicación (CC) ha generado una amplia gama de debates e investigaciones en torno al tema de la manipulación y persuasión mediática por parte de las grandes élites.
Ya que hay quienes afirman que "el discurso ideológico de los empresarios se caracteriza por el conservadurismo y, a lo largo de los años, ha adquirido dos nuevas fuentes teóricas: la doctrina social de la iglesia y el pragmatismo norteamericano" (Puga y Tirado, 1992: 32) mediante un discurso que reivindica la defensa de la propiedad privada y el libre mercado.
En el discurso de las organizaciones empresariales es posible apreciar el proyecto de nación que este sector intenta impulsar como representante de una clase social, dentro de un sistema político en el que no existe un partido propiamente empresarial, por lo que las demandas de los empresarios son expresadas a través de las estructuras corporativas del sistema político mexicano, donde las organizaciones sectoriales de los propietarios del capital juegan un papel determinante como referente legitimador del poder político (Montesinos, 2007: 339).
Como se puede apreciar, para esta organización empresarial la incidencia en el comportamiento de los individuos es su principal misión, es decir, la formación de conciencias, lo cual implica cómo se establecen las relaciones sociales y las acciones realizadas por los individuos de una sociedad.
Por otra parte, los medios de comunicación se constituyen, en buena medida, en el espacio en que ocurren las actividades políticas en las sociedades modernas, "foro en el cual, y en cierta medida en relación con el cual, los individuos actúan y reaccionan al ejercer el poder y responder al ejercicio del poder por parte de otros" (Thompson, 1993: 143).
De esta forma, se piensa que los individuos hacen suya la ideología que fluye en los medios masivos de comunicación y que lógicamente están monopolizados por las élites políticas. Así el discurso de los diferentes actores políticos dota a los individuos de una personalidad política al momento en que toman partido del lado de una u otra ideología. Ya que dota de identidad no solo a quien emite el discurso sino a quien lo recibe, ya sea lo rechace o lo comparta.